# Борсдорф
Борсдорф (њем. Borsdorf) општина је у њемачкој савезној држави Саксонија. Једно је од 41 општинског средишта округа Лајпциг. Према процјени из 2010. у општини је живјело 8.359 становника. Посједује регионалну шифру (AGS) 14729060.

## Географски и демографски подаци
Борсдорф се налази у савезној држави Саксонија у округу Лајпциг. Општина се налази на надморској висини од 152 метра. Површина општине износи 15,6 km². У самом мјесту је, према процјени из 2010. године, живјело 8.359 становника. Просјечна густина становништва износи 537 становника/km².